# Malatíny
Malatíny (bis 1927 slowakisch „Tri Malatíny“ oder „Nižný, Prostredný a Vyšný Malatín“; ungarisch Hárommalatin) ist eine Gemeinde im Norden der Slowakei mit 259 Einwohnern (Stand 31. Dezember 2024), die zum Okres Liptovský Mikuláš, einem Teil des Žilinský kraj, gehört und zur traditionellen Landschaft Liptau gezählt wird.

## Geographie
Die Gemeinde befindet sich in der Westhälfte des Talkessels Liptovská kotlina (Teil der größeren Podtatranská kotlina) unterhalb der Niederen Tatra im Tal des Baches Malatínka, kurz vor der Einmündung in die Waag. Das Ortszentrum liegt auf einer Höhe von 553 m n.m. und ist 16 Kilometer von Liptovský Mikuláš entfernt.
Nachbargemeinden sind Partizánska Ľupča im Westen und Nordwesten, Vlachy im Nordosten, Ľubeľa im Osten und Liptovské Kľačany im Südosten.

## Geschichte
Der Ort entstand nach 1263 am gleichnamigen Bach, bei der Begrenzung des Gemeindegebiets des Nachbarortes Partizánska Ľupča. Im 14. Jahrhundert kam es zur Teilung in drei Orte, Nižný Malatín (Unter-; ungarisch Alsómalatin), Prostredný Malatín (Mittel-; ungarisch Középmalatin) und Vyšný Malatín (Ober-; ungarisch Felsőmalatin), die zusammen als Tri Malatíny bekannt waren.
Nižný Malatín wurde 1341 als Alsso Maletin schriftlich erwähnt und gehörte als Besitz zur Familie Malatinský, später Fejérpataky und Kysel. 1784 hatte die Ortschaft 38 Häuser und 241 Einwohner, mit der Familie Szokolyi als Gutsherr.
Vyšný Malatín wurde ebenfalls 1341 (als Malatin a. n. Mechefelde) schriftlich erwähnt und war Besitz der Familie Malatinský. 1784 gab es dort 13 Häuser und 72 Einwohner.
Prostredný Malatín wurde 1461 als Kezepsow Maletin ersturkundlich erwähnt und war Besitz der Familie Pethö. 1784 hatte die Ortschaft 13 Häuser und 86 Einwohner.
1828 zählte man in den drei Orten zusammen 49 Häuser und 494 Einwohner, die als Gerber, Landwirte sowie als Tagesarbeiter beschäftigt waren. Nach 1882 kam es zur Wiedervereinigung der drei Orte in eine Gemeinde.
Bis 1918 gehörten die im Komitat Liptau liegenden Orte zum Königreich Ungarn und kamen danach zur Tschechoslowakei und schließlich zur Slowakei. In der ersten tschechoslowakischen Republik waren in der Gemeinde neben Landwirtschaft auch Korbmacherei und Weberei bedeutende Einnahmequellen.

## Bevölkerung
| Jahr                | 1994 | 2004    | 2014     | 2024     |
| ------------------- | ---- | ------- | -------- | -------- |
| Anzahl der Personen | 162  | 149     | 201      | 259      |
| Unterschied         |      | −8,02 % | +34,89 % | +28,85 % |

| Jahr                | 2023 | 2024 |
| ------------------- | ---- | ---- |
| Anzahl der Personen | 259  | 259  |
| Unterschied         |      | +0 % |

Nach der Volkszählung 2011 wohnten in Malatíny 204 Einwohner, davon 194 Slowaken. Ein Einwohner gab eine andere Ethnie an und neun Einwohner machten keine Angabe zur Ethnie.
91 Einwohner bekannten sich zur römisch-katholischen Kirche und 63 Einwohner zur Evangelischen Kirche A. B. 37 Einwohner waren konfessionslos und bei 13 Einwohnern wurde die Konfession nicht ermittelt.